# کورتیسویل (پنسیلوانیا)
کورتیسویل (به انگلیسی: Curtisville) یک منطقهٔ مسکونی در ایالات متحده آمریکا است که در شهرستان الگینی، پنسیلوانیا واقع شده‌است. کورتیسویل ۱٬۰۶۴ نفر جمعیت دارد.